# تجريد التوحيد المفيد
تجريد التوحيد المفيد. متن في العقيدة تأليف الإمام العلامة أحمد بن علي المقريزي المصري الشافعي (766 - 845 هـ)شرحه عدة مشايخ في الدورات العلمية. ولعلّ هذا الكتاب أول مؤلف مفرد في التوحيد وهو يمتاز بصفاء مشربه، ولطافة حجمه، وسهولة ألفاظه، وإفادته في أغلب مادة الكتاب من كتب العلامة ابن القيم الجوزية - رحمه الله تعالى -.

## طالع ايضاً
- الأصول الثلاثة
- القواعد الأربعة
- كتاب التوحيد

## وصلات خارجية
- * الدرس (1) من شرح كتاب تجريد التوحيد المفيد للمقريزي بالمسجد النبوي على يوتيوب.